# Ferrari Boyz
Ferrari Boyz – wspólny album amerykańskich raperów Gucciego Mane’a i Waka Flocka Flame’a. Został wydany 9 sierpnia 2011 roku nakładem wytwórni 1017 Brick Squad.
Produkcją podkładów muzycznych zajęli się Drumma Boy, Southside, Schife, D. Rich, Shawty Redd, Lex Luger i Fatboi. Natomiast swoje zwrotki dograli 2 Chainz, Rocko, czy Slim Dunkin. Album powstał w dwa tygodnie. Jedynym singlem promującym produkcję był utwór "She Be Puttin' On". Został on wydany 8 lipca 2011 r. Ferrari Boyz zadebiutowali na 21. miejscu notowania Billboard 200, ze sprzedażą 17.000 egzemplarzy w pierwszym tygodniu.

## Lista utworów
| Nr | Tytuł               | Kompozytorzy                                                 | Goście       | Producenci               | Czas |
| -- | ------------------- | ------------------------------------------------------------ | ------------ | ------------------------ | ---- |
| 1  | "Ferrari Boyz"      | Radric Davis, Juaquin Malphurs, Christopher Gholson          |              | Drumma Boy               | 4:05 |
| 2  | "15th and the 1st"  | Radric Davis, Juaquin Malphurs, Lamar Joseph, Joshua Luellen | YG Hootie    | Southside                | 3:52 |
| 3  | "Break Her"         | Davis, Malphurs, S. Chife, Garner                            |              | Schife, Exchange Student | 3:55 |
| 4  | "Feed Me"           | Davis, Malphurs, Luellen                                     | Frenchie     | Southside                | 4:35 |
| 5  | "Mud Musik"         | Davis, Malphurs, Ty Epps, Luellen                            | 2 Chainz     | Southside                | 4:44 |
| 6  | "In My Business"    | Davis, Malphurs, Rodney Hill, Jr., D. Stewart                | Rocko        | D. Rich                  | 4:52 |
| 7  | "Young Niggaz"      | Davis, Malphurs, Luellen                                     |              | Southside                | 3:23 |
| 8  | "Suicide Homicide"  | Davis, Malphurs                                              | Wooh da Kid  | Southside                | 3:43 |
| 9  | "I Don't See U"     | Davis, Malphurs, Jabari Hechavarria, Luellen                 | Ice Burgandy | Southside                | 4:33 |
| 10 | "Pacman"            | Davis, Malphurs, Luellen                                     |              | Southside                | 3:26 |
| 11 | "Stoned"            | Davis, Malphurs, Stewart                                     |              | Shawty Redd              | 3:57 |
| 12 | "She Be Puttin' On" | Davis, Malphurs, Luellen                                     | Slim Dunkin  | Southside, Lex Luger     | 4:22 |
| 13 | "So Many Things"    | Davis, Malphurs, LaDamon Douglas, R. Lyle                    |              | Fatboi                   | 2:56 |
| 14 | "Too Loyal"         | Davis, Malphurs, Mario Hamilton, Douglas                     | Slim Dunkin  | Fatboi                   | 3:46 |
| 15 | "What the Hell"     | Davis, Malphurs, Hill, Gholson                               | Rocko        | Drumma Boy               | 4:39 |